# Burhan Qurbani

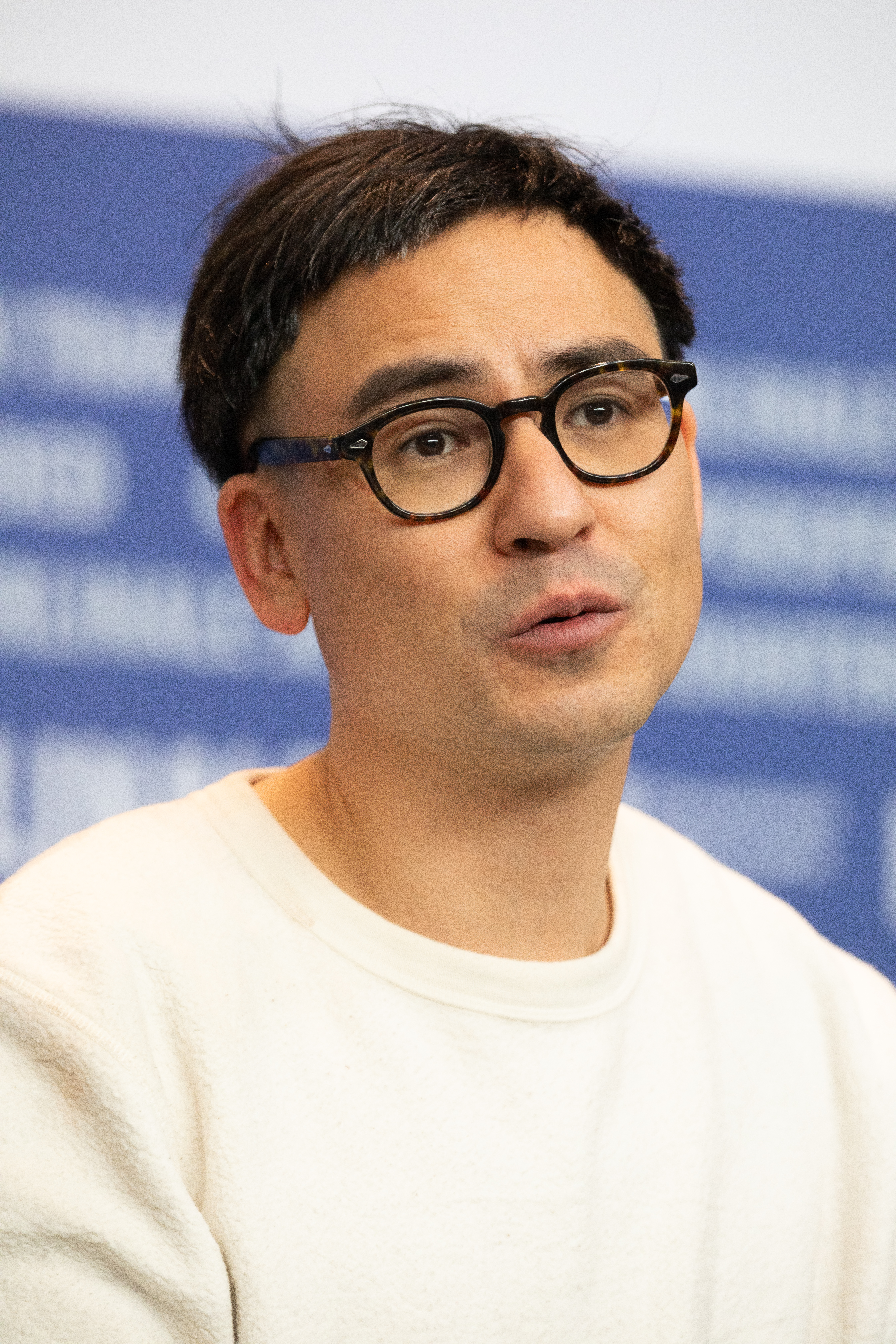
Burhan Qurbani, 2020

Burhan Qurbani (* 15. November 1980 in Erkelenz) ist ein deutscher Filmregisseur und Drehbuchautor. Mehrere seiner Filme gewannen internationale Anerkennung und Preise. Sein Film Shahada (2010) erlangte große Beachtung und wurde bei der Berlinale und auf weltweiten Festivals ausgezeichnet. Seine Werke, darunter Wir sind jung. Wir sind stark. (2014) und Berlin Alexanderplatz (2020), wurden vielfach prämiert und reflektieren oft kulturelle und soziale Themen, insbesondere die Erfahrungen von Immigranten und Minderheiten in Deutschland.

## Leben
Burhan Qurbani wurde als Sohn afghanischer politischer Flüchtlinge in Deutschland geboren, wo er auch aufwuchs. Seine Eltern waren 1979 aus Afghanistan nach Deutschland emigriert. Er besuchte das Immanuel-Kant-Gymnasium in Leinfelden-Echterdingen. Nach dem Abitur im Juli 2000 war Qurbani ab November desselben Jahres als Redaktionsassistent für die Frauenzeitschrift Elle in Stuttgart tätig. Daraufhin folgte ab Januar 2001 die Arbeit als Regieassistent am Staatstheater Stuttgart. Durch seine Tätigkeit als Kameraassistent bei der Stuttgarter Filmproduktionsfirma teamWerk kam Qurbani mit dem Film in Berührung und begann im Oktober 2002 ein Studium im Fach Szenische Regie an der Filmakademie Baden-Württemberg. 2006 entstand in Zusammenarbeit mit der Hochschule für Film und Fernsehen Potsdam der 35-minütige Kurzfilm Vögel ohne Beine (2006). Dieser war als Pilotfilm einer niemals realisierten Fernsehserie über eine türkische Familie in Berlin-Kreuzberg geplant.
Erstmals als Regisseur auf sich aufmerksam machte er 2007 mit Illusion. In dem neunminütigen Kurzfilm ist Anne Ratte-Polle als Berliner U-Bahn-Kontrolleurin zu sehen, die ihren Job verliert. Die Studienarbeit wurde 2008 mit dem Jurypreis des Internationalen Kurzfilm-Festivals Hamburg und dem Kurzfilmpreis der Filmkritik auf dem Filmfest Dresden preisgekrönt. Mitte Oktober 2008 erhielt Qurbani auf dem Middle East Film Festival in Abu Dhabi die mit 25.000 US-Dollar dotierte Black Pearl für den besten Studentenfilm.
Ende Januar 2009 begannen die Dreharbeiten zu Qurbanis Abschlussfilm an der Filmhochschule, Shahada (ursprünglicher Arbeitstitel: Die Himmelsleiter), benannt nach einer der fünf Säulen des Islam. Das Drama ist eine Koproduktion der neu gegründeten Firma bittersuess pictures von Pepe Danquart und dem Kleinen Fernsehspiel des ZDF und erzählt das Schicksal dreier Muslime in Berlin, deren Geschichten sich im Fastenmonat Ramadan zutragen: Während ein türkischer Polizist (gespielt von Carlo Ljubek) nach einem verschuldeten Dienstunfall seine Frau und Kind verlässt, kann ein junger Nigerianer (Jeremias Acheampong) seine Homosexualität immer schwerer mit seinem Glauben vereinbaren. Derweil gerät das Weltbild einer jungen Türkin (Maryam Zaree) mit dem ihres Vaters, einem türkischen Geistlichen, aneinander.
Mit Shahada wolle Qurbani, eigenen Aussagen zufolge, die Widersprüche zwischen der islamischen und der deutschen Kulturen filmisch verkitten, in denen er aufgewachsen ist. 2010 erhielt er für seinen ersten Spielfilm eine Einladung in den Wettbewerb der 60. Filmfestspiele von Berlin.
Als Gast hielt Qurbani Talks an der Harvard Kennedy School (Harvard University), der NYU, der University of New Mexico und der University of Hongkong. 2016 war Qurbani Stipendiat der Villa Aurora in Los Angeles.
2020 realisierte Qurbani mit Berlin Alexanderplatz eine freie Verfilmung des gleichnamigen Romans von Alfred Döblin, wobei die Handlung ins Berlin der Gegenwart verlegt wurde und als Hauptfigur ein illegaler afrikanischer Immigrant (dargestellt von Welket Bungué) auftritt. Für seinen dritten Spielfilm erhielt er im selben Jahr seine zweite Einladung in den Wettbewerb der 70. Berlinale, der Film blieb aber unprämiert. Bei Bekanntgabe der Nominierungen für den Deutschen Filmpreis 2020 führt Berlin Alexanderplatz das Favoritenfeld mit elf Nominierungen an. Qurbani selbst erhielt Nominierungen für die Beste Regie und das Beste Drehbuch. Im selben Jahr folgten zwei Nominierungen für den Europäischen Filmpreis (Bester Film, Bestes Drehbuch). Es folgte mit Kein Tier. So Wild. (2024) eine Adaption von William Shakespeares Stück Richard III..
Burhan Qurbani lebt und arbeitet in Berlin. Er spricht Deutsch, Englisch und Persisch. Neben der Arbeit als Filmemacher wirkte er bis 2007 als Sänger in der englischsprachigen Rockband Pretty Used mit.

## Filmografie
- 2007: Illusion (Kurzfilm)
- 2010: Shahada
- 2010: 20xBrandenburg (Fernsehdokumentation; Teil: Krieger ohne Feind)
- 2015: Wir sind jung. Wir sind stark.
- 2020: Berlin Alexanderplatz
- 2025: Kein Tier. So Wild.

## Auszeichnungen (Auswahl)
Filmfest Dresden
- 2008: Kurzfilmpreis der Filmkritik für Illusion

Internationales Kurzfilm-Festival Hamburg
- 2008: Jurypreis der Hamburgischen Kulturstiftung für Illusion

Middle East Film Festival
- 2008: Black Pearl in der Kategorie Best Narrative – Student Films für Illusion

Festival des deutschen Films
- Filmkunstpreis 2010 in den Kategorien Originellste Darstellungsform und Originellstes Thema für Shahada[10]

Internationale Filmfestspiele Berlin
- 2010: Preis der Gilde deutscher Filmkunsttheater für Shahada

Grimme-Preis
- 2011: für das Gesamtprojekt 20 × Brandenburg  (Künstlerischer Leiter: Andreas Dresen)[11]

Rome International Film Festival
- 2014: für Wir sind jung. Wir sind stark. : SIGNIS Award, "Sorriso diverso Roma 2014" Award und AMC Award (bester Schnitt: Julia Karg)[12]

Friedenspreis des Deutschen Films – Die Brücke
- 2015: für Wir sind jung. Wir sind stark. (als Nachwuchspreis)

Bayerischer Filmpreis
- 2015: für Wir sind jung. Wir sind stark. (Drehbuch)

Deutscher Filmpreis
- 2015: für Wir sind jung. Wir sind stark. (Beste Nebenrolle: Joel Basman), Nominierungen in den Kategorien Bester Film und Beste Kamera